# Ladislav Pfuster
Ladislav Pfuster (20. listopadu 1881, Byšice – asi začátek roku 1915, polská fronta první světové války) byl český úředník, básník a překladatel.

## Život
Narodil se v rodině Josefa Pfüstera, hospodářského knížecího adjunkta, a Marie rozené Ertlové (1855), v knížecím zámku. Měl sestru Marii (7. 1. 1880).
Pracoval jako účetní asistent v Královské zemské účtárně.
Asi roku 1902 se seznámili ve vile Stanislava Kostky Neumanna na Žižkově s Fráňou Šrámkem. K dalším jeho přátelům patřili: František Gellner, Karel Toman, Marie Majerová.

## Dílo
Básně i překlady publikoval pod pseudonymem Jan Stenhart. První otištěné práce byly:
- Ultima necat, 1901 – báseň,
- Útok lásky 1902 – povídka,

dále otiskl několik básní, próz a recenzí v časopisu Moderní revue.

### Překlady
Překládal z ruštiny, španělštiny, italštiny a němčiny.
Pro Knihy dobrých autorů Kamilly Neumannové přeložil:
- Zinaida Nikolajevna Gippius: Noví lidé, svazek 32, 1907
- Enrico Annibale Butti: Nemravný, svazek 36, 1907
- Michail Petrovič Arcybašev: Jitřní stíny, Hrůza, svazek 42, 1908
- Ramón María del Valle-Inclán: Jarní sonata, svazek 64, 1910

Pro 1000 nejkrásnějších novel... č. 15 J. R. Vilímka přeložil:
- Zinaida Nikolajevna Gippius: Jabloně kvetou, 1911

Dále přeložil divadelní hru:
- Jacinto Benavente: Vzbuzené zájmy (Los incredes creados), premiéra 30. října 1916, Brno, Divadlo na Veveří.